# Clifden (Nouvelle-Zélande)
Le hamlet de Clifden, est une petite localité située dans l’île du Sud de la Nouvelle-Zélande

## Situation
C’est une petite communauté rurale, localisée sur les berges de la rivière Waiau du Southland. 
Elle est réputée pour être le site du Pont Suspendu de Clifden (en) (un site historique classé en Catégorie I par le gouvernement) et  du réseau des grottes calcaires de Clifden (en) , bien connues depuis que les colons européens en ont fait un endroit, qui doit être vu absolument.

## Monument aux morts de la guerre de Clifden
Le “ Pont Suspendu de Clifden ” est le siège du “ Clifden war memorial “- disposé tout près de la route  State Highway 96/S H 96 (en) un peu en dehors de la ville de Tuatapere.
Ce mémorial contient les noms des soldats locaux, qui se sont battus et sont morts au cours de la Première guerre mondiale.